# Siyabonga Nomvethe
Siyabonga Nomvethe (Durban, Sudáfrica, 2 de diciembre de 1977) es un exfutbolista sudafricano. Jugaba de centrocampista y su último equipo fue el Uthongathi FC de la Premier Soccer League de Sudáfrica. Además, fue internacional con la selección de fútbol de Sudáfrica.

## Trayectoria
Siyabonga Nomvethe actúa de centrocampista por la banda derecha, aunque a veces es utilizado como delantero. 
Empezó su carrera a principios de 1997 en el African Wanderers de la segunda división sudafricana. Ese mismo año ayudó a su equipo a ascender a la Premier Soccer League, aunque en la temporada siguiente (1997-98) no pudo lograr el objetivo de la permanencia y el equipo acaba descendiendo. 
Luego jugó en el Kaizer Chiefs, en donde ganó una Recopa Africana en 2001, aunque no pudo ganar la Supercopa de la CAF (Al-Ahly 4-1 Kaizer Chiefs). Ese mismo año su equipo queda segundo en la Liga. En este equipo Siyabonga Nomvethe realizó un gran trabajo, marcando gran cantidad de goles (42 tantos en 79 partidos).
Ese mismo verano se marcha a Italia, donde se unió al Udinese Calcio. Disfrutaba de pocas oportunidades de jugar, así que el equipo decide cederlo. De esta manera Siyabonga Nomvethe militó en el Salernitana, en el Empoli y en el Djurgårdens IF sueco. En este último club jugó 6 meses y ganó dos títulos nacionales: Liga y Copa de Suecia.
En 2006 regresa a su país para jugar unos meses con el Orlando Pirates. Luego emigra a Dinamarca, donde ficha por su actual club, el Aalborg BK. Con este equipo se proclama campeón de Liga en 2008. En 2009 regresa a su país, para jugar con el Moroka Swallows.
Curiosidades
- Siyabonga significa estamos agradecidos en idioma zulú.

- El apodo que le han puesto los aficionados a Siyabonga Nomvethe es Bhele, que significa Oso en idioma zulú. Otro apodo de Siyabonga Nomvethe es Bonga.

## Selección nacional
Ha sido internacional con la Selección de fútbol de Sudáfrica en 79 ocasiones. Su debut con la camiseta nacional se produjo el 6 de mayo de 1999 en un partido contra Trinidad y Tobago (victoria por 0-2). Su primer gol internacional se lo marcó a Suecia el 27 de noviembre de ese mismo año.
Fue convocado por el equipo olímpico para jugar el Torneo masculino de fútbol en los Juegos Olímpicos de Sídney 2000. En este campeonato jugó los tres partidos que su selección disputó: contra Japón (1-2, Nomvethe marcó el único gol de su equipo), contra Brasil (1-3), donde marcó el segundo gol de Sudáfrica, y contra Eslovaquia (2-1).
Participó en la Copa Mundial de Fútbol de Corea del Sur y Japón de 2002. Jugó dos partidos; contra Eslovenia, donde marcó el gol de la victoria de su equipo (1-0), y contra España (2-3).
Ha jugado también la Copa de Oro de la Concacaf 2005, donde Sudáfrica participó como equipo invitado. En este torneo el equipo llegó a cuartos de final. Nomvethe marcó un gol a Jamaica.
Ha participado varias veces en la Copa Africana de Naciones:
- 2000: El equipo quedó en tercer lugar; Nomvethe marcó dos goles.
- 2002: Siyabonga Nomvethe marcó un gol a Marruecos.
- 2004: Marcó dos goles a la Selección de Benín.
- 2006: Sudáfrica no pudo pasar de la fase de grupos.

### Participaciones en Copas del Mundo
| Mundial                        | Sede                  | Resultado    | Partidos | Goles |
| ------------------------------ | --------------------- | ------------ | -------- | ----- |
| Copa Mundial de Fútbol de 2002 | Corea del Sur y Japón | Primera fase | 2        | 1     |
| Copa Mundial de Fútbol de 2010 | Sudáfrica             | Primera fase | 1        | 0     |

### Participaciones en Copas Africanas
| Copa                           | Sede            | Resultado        | Partidos | Goles |
| ------------------------------ | --------------- | ---------------- | -------- | ----- |
| Copa Africana de Naciones 2000 | Ghana y Nigeria | Tercer lugar     | 5        | 2     |
| Copa Africana de Naciones 2002 | Mali            | Cuartos de final | 3        | 1     |
| Copa Africana de Naciones 2004 | Túnez           | Primera fase     | 3        | 2     |
| Copa Africana de Naciones 2006 | Egipto          | Primera fase     | 3        | 0     |

### Participaciones en Copas de Oro
| Copa                            | Sede           | Resultado        | Partidos | Goles |
| ------------------------------- | -------------- | ---------------- | -------- | ----- |
| Copa de Oro de la Concacaf 2005 | Estados Unidos | Cuartos de final | 4        | 1     |

### Participaciones en Juegos Olímpicos
| Olimpiada                       | Sede      | Resultado    | Partidos | Goles |
| ------------------------------- | --------- | ------------ | -------- | ----- |
| Juegos Olímpicos de Sídney 2000 | Australia | Primera fase | 3        | 2     |

### Goles internacionales
| #  | Fecha      | Lugar                                         | Rival           | Gol | Resultado | Competición                             |
| -- | ---------- | --------------------------------------------- | --------------- | --- | --------- | --------------------------------------- |
| 1  | 27-11-1999 | Estadio Loftus Versfeld, Sudáfrica            | Suecia          | 1-0 | 1-0       | Amistoso (Nelson Mandela Cup)           |
| 2  | 06-02-2000 | Baba Yara Stadium, Ghana                      | Ghana           | 1-0 | 1-0       | Copa Africana de Naciones 2000          |
| 3  | 12-02-2000 | Estadio Ohene Djan, Ghana                     | Túnez           | 2-1 | 2-2       | Copa Africana de Naciones 2000          |
| 4  | 29-04-2000 | Estadio Royal Bafokeng, Sudáfrica             | Mauricio        | 3-0 | 3-0       | COSAFA Cup                              |
| 5  | 25-02-2001 | Kamuzu Stadium, Malaui                        | Malaui          | 0-2 | 1-2       | Clasificación Mundial 2002              |
| 6  | 30-01-2002 | Stade Amare Daou, Malí                        | Marruecos       | 3-0 | 3-1       | Copa Africana de Naciones 2002          |
| 7  | 08-06-2002 | Estadio Mundialista de Daegu, Corea del Sur   | Eslovenia       | 1-0 | 1-0       | Mundial 2002                            |
| 8  | 22-06-2003 | Estadio Peter Mokaba, Sudáfrica               | Costa de Marfil | 2-1 | 2-1       | Clasificación Copa Africana de Naciones |
| 9  | 11-10-2003 | Profert Olën Park, Sudáfrica                  | Costa Rica      | ?   | 2-1       | Amistoso (Nelson Mandela Cup)           |
| 10 | 18-01-2004 | Estadio Leopold Senghor, Senegal              | Senegal         | 0-1 | 2-1       | Amistoso                                |
| 11 | 27-01-2004 | Estadio Taïeb El Mhiri, Túnez                 | Benín           | 1-0 | 2-0       | Copa Africana de Naciones 2004          |
| 12 | 27-01-2004 | Estadio Taïeb El Mhiri, Túnez                 | Benín           | 2-0 | 2-0       | Copa Africana de Naciones 2004          |
| 13 | 10-07-2005 | Los Angeles Memorial Coliseum, Estados Unidos | Jamaica         | 3-2 | 3-3       | Copa de Oro de la CONCACAF 2005         |
| 14 | 12-11-2005 | Estadio Nelson Mandela Bay, Sudáfrica         | Senegal         | ?   | 2-3       | Amistoso                                |
| 15 | 02-06-2007 | Estadio Kings Park, Sudáfrica                 | Chad            | 4-0 | 4-0       | Clasificación Copa Africana de Naciones |

## Clubes
| Club              | País      | Año         |
| ----------------- | --------- | ----------- |
| African Wanderers | Sudáfrica | 1997 - 1998 |
| Kaizer Chiefs     | Sudáfrica | 1998 - 2001 |
| Udinese           | Italia    | 2001 - 2004 |
| Salernitana       | Italia    | 2004        |
| Empoli            | Italia    | 2004 - 2005 |
| Djurgårdens IF    | Suecia    | 2005        |
| Orlando Pirates   | Sudáfrica | 2006        |
| Aalborg BK        | Dinamarca | 2006 - 2009 |
| Moroka Swallows   | Sudáfrica | 2009 - 2016 |
| AmaZulu FC        | Sudáfrica | 2016 - 2019 |
| Uthongathi FC     | Sudáfrica | 2020        |

## Palmarés

### Campeonatos nacionales
| Título            | Club            | País      | Año  |
| ----------------- | --------------- | --------- | ---- |
| Telkom Knockout   | Kaizer Chiefs   | Sudáfrica | 1998 |
| Copa de Sudáfrica | Kaizer Chiefs   | Sudáfrica | 2000 |
| Telkom Knockout   | Kaizer Chiefs   | Sudáfrica | 2001 |
| Allsvenskan       | Djurgårdens IF  | Suecia    | 2005 |
| Copa de Suecia    | Djurgårdens IF  | Suecia    | 2005 |
| Superliga danesa  | Aalborg BK      | Dinamarca | 2008 |
| MTN 8             | Moroka Swallows | Sudáfrica | 2012 |

### Copas internacionales
| Título            | Club          | País      | Año  |
| ----------------- | ------------- | --------- | ---- |
| Vodacom Challenge | Kaizer Chiefs | Sudáfrica | 2000 |
| Recopa Africana   | Kaizer Chiefs | Sudáfrica | 2001 |

### Distinciones individuales
| Distinción                     | Año  |
| ------------------------------ | ---- |
| Futbolista sudafricano del año | 2012 |